# Internationell student
En internationell student är en student som läser hela eller delar av sin universitets- eller högskoleutbildning utomlands. Internationella studenter kan delas in två grupper:
- Utbytesstudenter, som är inskrivna vid ett lärosäte i hemlandet och läser en eller två terminer utomlands inom ramen för ett organiserat samarbete mellan lärosätena
- Freemovers eller gäststudenter, som söker sig till ett utländskt lärosäte på egen hand, utan anknytning till lärosäte i hemlandet.  Freemovers kan läsa allt från kortare kurser till hela utbildningsprogram.